# Aterinide
Aterinidele (Atherinidae) sunt o familie de pești osoși teleosteeni pelagici de talia mică sau mijlocie, sociali, carnivori, care trăiesc pe lângă coastele tuturor mărilor tropicale și temperate, intrând uneori și în apele dulci, iar unele genuri sunt complet dulcicole. Se hrănesc cu zooplancton și nevertebrate bentonice mici. Corpul lor este fusiform alungit; puțin comprimat lateral; cu linia laterală indistinctă. Au o bandă argintie lată în lungul corpului. Sistemul de filtrare, format din dinți branhiali lipsește. În Marea Neagră un singur gen, Atherina, cu 2 specii: aterina (Atherina boyeri) și aterina mare (Atherina hepsetus) care trăiesc și în apele litorale românești ale Mării Negre. 